# Intelligence (TV-serie, 2014)
Intelligence är en amerikansk TV-serie, som började sändas den 7 januari 2014 i USA på tv-kanalen CBS. Serien är skapad av  Michael Seitzman, och medverkande skådespelare är Josh Holloway, Marg Helgenberger och Meghan Ory.

## Rollista (i urval)
- Josh Holloway som Gabriel
- Marg Helgenberger som Lillian Strand
- Meghan Ory som Riley Neal
- Michael Rady som Chris Jameson
- James Martinez som Gonzalo "Gonzo" Rodriguez
- John Billingsley som Shenendoah Cassidy
- P. J. Byrne som Nelson Cassidy